# Never Ending Tour 2001
Never Ending Tour 2001 es el decimocuarto año de la gira Never Ending Tour, una gira musical del músico estadounidense Bob Dylan realizada de forma casi ininterrumpida desde el 7 de junio de 1988.

## Trasfondo
El decimocuarto año de la gira Never Ending Tour comenzó en Japón, donde Dylan no había tocado en cuatro años. A continuación, el músico ofreció varios conciertos en Australia, su primera gira por el país desde 1998.
Tras finalizar su etapa por Oceanía, Dylan comenzó una etapa por los Estados Unidos, ofreciendo catorce conciertos entre abril y comienzos de mayo. Poco después de completar la etapa en primavera, Dylan comenzó a grabar "Love and Theft", su trigésimo primer álbum de estudio, publicado en septiembre del mismo año. El álbum supuso el primer trabajo musical con material nuevo desde Time Out of Mind, publicado cuatro años antes, y mantuvo el estilo musical de su predecesor con una mezcla de géneros como el blues y el rockabilly.
Entre finales y junio y julio, Dylan ofreció una etapa europea de su gira con conciertos principalmente en festivales, incluyendo el Roskilde Festival de Dinamarca. Poco después, el músico regresó a Norteamérica para ofrecer varios conciertos que finalizaron el 25 de agosto en Lancaster (California). Dylan volvió a ofrecer una nueva etapa norteamericana de su gira a partir del 5 de octubre en Spokane (Washington), que finalizó el 24 de noviembre en Boston, en lo que supuso su concierto número 23 en la ciudad.

## Conciertos
| Fecha                   | Ciudad           | País           | Escenario                                  |
| ----------------------- | ---------------- | -------------- | ------------------------------------------ |
| Asia                    |                  |                |                                            |
| 25 de febrero de 2001   | Omiya            | Japón          | Sonic City Main Hall                       |
| 27 de febrero de 2001   | Sendai           | Japón          | Sun Plaza                                  |
| 28 de febrero de 2001   | Akita            | Japón          | Prefectural Hall                           |
| 2 de marzo de 2001      | Yokohama         | Japón          | Pacifico Yokohama                          |
| 3 de marzo de 2001      | Tokio            | Japón          | Tokyo International Forum                  |
| 4 de marzo de 2001      | Tokio            | Japón          | Tokyo International Forum                  |
| 6 de marzo de 2001      | Osaka            | Japón          | Kosei-Nenkin Hall                          |
| 7 de marzo de 2001      | Osaka            | Japón          | Kosei-Nenkin Hall                          |
| 9 de marzo de 2001      | Fukuoka          | Japón          | Sun Palace                                 |
| 10 de marzo de 2001     | Hiroshima        | Japón          | Kosei-Nenkin Hall                          |
| 12 de marzo de 2001     | Nagoya           | Japón          | Nagoya Civic Assembly Hall                 |
| 13 de marzo de 2001     | Hamamatsu        | Japón          | Act City Hamamatsu                         |
| 13 de marzo de 2001     | Tokio            | Japón          | Nippon Budokan                             |
| Australia               |                  |                |                                            |
| 18 de marzo de 2001     | Perth            | Australia      | Perth Entertainment Centre                 |
| 20 de marzo de 2001     | Adelaida         | Australia      | Adelaide Entertainment Centre              |
| 21 de marzo de 2001     | Melbourne        | Australia      | Rod Laver Arena                            |
| 23 de marzo de 2001     | Tamworth         | Australia      | Tamworth Regional Entertainment Centre     |
| 24 de marzo de 2001     | Newcastle        | Australia      | Newcastle Entertainment Centre             |
| 25 de marzo de 2001     | Sídney           | Australia      | Centennial Park                            |
| 28 de marzo de 2001     | Cairns           | Australia      | Cairns Convention Centre                   |
| 30 de marzo de 2001     | Brisbane         | Australia      | Brisbane Entertainment Centre              |
| 31 de marzo de 2001     | Ballina          | Australia      | Kingsford Smith Park                       |
| Norteamérica            |                  |                |                                            |
| 18 de abril de 2001     | Boulder          | Estados Unidos | Coors Events Center                        |
| 20 de abril de 2001     | Kearney          | Estados Unidos | Viaero Event Center                        |
| 21 de abril de 2001     | Topeka           | Estados Unidos | Landon Arena                               |
| 23 de abril de 2001     | Lincoln          | Estados Unidos | Pershing Auditorium                        |
| 24 de abril de 2001     | Columbia         | Estados Unidos | Hearnes Center                             |
| 25 de abril de 2001     | Cape Girardeau   | Estados Unidos | Show Me Center                             |
| 27 de abril de 2001     | Knoxville        | Estados Unidos | Chilhowee Park                             |
| 28 de abril de 2001     | Charlotte        | Estados Unidos | Budweiser WEND/WRFX Stage                  |
| 29 de abril de 2001     | Blacksburg       | Estados Unidos | Burruss Auditorium                         |
| 1 de mayo de 2001       | Asheville        | Estados Unidos | Asheville Civic Center                     |
| 2 de mayo de 2001       | Dalton           | Estados Unidos | Trade & Convention Center                  |
| 4 de mayo de 2001       | Atlanta          | Estados Unidos | Jose Cuervo 96 Rock Stage                  |
| 5 de mayo de 2001       | Nashville        | Estados Unidos | Riverfront Park                            |
| 6 de mayo de 2001       | Memphis          | Estados Unidos | AutoZone Stage                             |
| Europa                  |                  |                |                                            |
| 24 de junio de 2001     | Trondheim        | Noruega        | Sentrum/Torget                             |
| 26 de junio de 2001     | Bergen           | Noruega        | Nygårdsparken                              |
| 28 de junio de 2001     | Langesund        | Noruega        | Korshavn                                   |
| 29 de junio de 2001     | Gotemburgo       | Suecia         | Trädgårdsföreningen                        |
| 30 de junio de 2001     | Roskilde         | Dinamarca      | Dyrskuepladsen                             |
| 1 de julio de 2001      | Helsingborg      | Suecia         | Sofiero Castle                             |
| 3 de julio de 2001      | Borgholm         | Suecia         | Borgholm Castle                            |
| 5 de julio de 2001      | Brunswick        | Alemania       | Stadthalle                                 |
| 7 de julio de 2001      | Schwäbisch Gmünd | Alemania       | Universitätspark                           |
| 8 de julio de 2001      | Montreux         | Suiza          | Stravinsky Hall                            |
| 10 de julio de 2001     | Brescia          | Italia         | Piazza del Duomo                           |
| 12 de julio de 2001     | Liverpool        | Inglaterra     | King's Dock                                |
| 13 de julio de 2001     | Stirling         | Escocia        | Stirling Castle                            |
| 15 de julio de 2001     | Kilkenny         | Irlanda        | Nowlan Park                                |
| 17 de julio de 2001     | Loerrach         | Alemania       | Rötteln Castle                             |
| 18 de julio de 2001     | Bad Reichenhall  | Alemania       | Alte Saline                                |
| 20 de julio de 2001     | La Spezia        | Italia         | Stadio Artemio Franchi – Montepaschi Arena |
| 22 de julio de 2001     | Pescara          | Italia         | Teatro D'Annunzio                          |
| 24 de julio de 2001     | Anzio            | Italia         | Stadio Comunale                            |
| 25 de julio de 2001     | Perugia          | Italia         | Parco Arena D. San Giuliana                |
| 26 de julio de 2001     | Nápoles          | Italia         | Arena Flegrea                              |
| 28 de julio de 2001     | Taormina         | Italia         | Teatro Greco                               |
| Norteamérica            |                  |                |                                            |
| 10 de agosto de 2001    | Des Moines       | Estados Unidos | Iowa State Fair Grandstand                 |
| 11 de agosto de 2001    | Sedalia          | Estados Unidos | Missouri State Fairgrounds                 |
| 12 de agosto de 2001    | Springfield      | Estados Unidos | Illinois State Fairgrounds                 |
| 14 de agosto de 2001    | Little Rock      | Estados Unidos | Riverfest Amphitheater                     |
| 15 de agosto de 2001    | Oklahoma City    | Estados Unidos | Zoo Amphitheater                           |
| 16 de agosto de 2001    | Wichita          | Estados Unidos | Century II Convention Hall                 |
| 18 de agosto de 2001    | Pueblo           | Estados Unidos | Colorado State Fair Events Center          |
| 19 de agosto de 2001    | Vail             | Estados Unidos | Gerald Ford Amphitheater                   |
| 20 de agosto de 2001    | Telluride        | Estados Unidos | Town Park                                  |
| 21 de agosto de 2001    | Telluride        | Estados Unidos | Town Park                                  |
| 23 de agosto de 2001    | Sun City West    | Estados Unidos | Sundome for the Performing Arts            |
| 24 de agosto de 2001    | Paradise         | Estados Unidos | The Joint                                  |
| 25 de agosto de 2001    | Lancaster        | Estados Unidos | Apollo Park                                |
| Norteamérica            |                  |                |                                            |
| 5 de octubre de 2001    | Spokane          | Estados Unidos | Veterans Memorial Arena                    |
| 6 de octubre de 2001    | Seattle          | Estados Unidos | KeyArena                                   |
| 7 de octubre de 2001    | Corvallis        | Estados Unidos | Gill Coliseum                              |
| 9 de octubre de 2001    | Medford          | Estados Unidos | Compton Arena                              |
| 10 de octubre de 2001   | Sacramento       | Estados Unidos | Sacramento Convention Center Complex       |
| 12 de octubre de 2001   | San José         | Estados Unidos | HP Pavilion at San Jose                    |
| 13 de octubre de 2001   | San Francisco    | Estados Unidos | Bill Graham Civic Auditorium               |
| 14 de octubre de 2001   | Santa Bárbara    | Estados Unidos | UC Santa Barbara Events Center             |
| 17 de octubre de 2001   | San Diego        | Estados Unidos | RIMAC Arena                                |
| 19 de octubre de 2001   | Los Ángeles      | Estados Unidos | Staples Center                             |
| 21 de octubre de 2001   | Denver           | Estados Unidos | Denver Coliseum                            |
| 23 de octubre de 2001   | Sioux City       | Estados Unidos | Orpheum Theatre                            |
| 24 de octubre de 2001   | La Crosse        | Estados Unidos | La Crosse Center                           |
| 25 de octubre de 2001   | Saint Paul       | Estados Unidos | Xcel Energy Center                         |
| 27 de octubre de 2001   | Chicago          | Estados Unidos | United Center                              |
| 28 de octubre de 2001   | Milwaukee        | Estados Unidos | U.S. Cellular Arena                        |
| 30 de octubre de 2001   | Ashwaubenon      | Estados Unidos | Brown County Veterans Memorial Arena       |
| 31 de octubre de 2001   | Madison          | Estados Unidos | Kohl Center                                |
| 2 de noviembre de 2001  | Terre Haute      | Estados Unidos | Hulman Center                              |
| 3 de noviembre de 2001  | Nashville        | Estados Unidos | Municipal Auditorium                       |
| 4 de noviembre de 2001  | Cincinnati       | Estados Unidos | Cintas Center                              |
| 6 de noviembre de 2001  | Grand Rapids     | Estados Unidos | Van Andel Arena                            |
| 8 de noviembre de 2001  | Toronto          | Canadá         | Air Canada Centre                          |
| 9 de noviembre de 2001  | Detroit          | Estados Unidos | Cobo Arena                                 |
| 10 de noviembre de 2001 | Columbus         | Estados Unidos | Nationwide Arena                           |
| 11 de noviembre de 2001 | University Park  | Estados Unidos | Bryce Jordan Center                        |
| 13 de noviembre de 2001 | Syracuse         | Estados Unidos | Onondaga County War Memorial               |
| 14 de noviembre de 2001 | Morgantown       | Estados Unidos | WVU Coliseum                               |
| 15 de noviembre de 2001 | Washington D. C. | Estados Unidos | MCI Center                                 |
| 17 de noviembre de 2001 | Filadelfia       | Estados Unidos | Wachovia Spectrum                          |
| 19 de noviembre de 2001 | Nueva York       | Estados Unidos | Madison Square Garden                      |
| 20 de noviembre de 2001 | Uncasville       | Estados Unidos | Mohegan Sun Arena                          |
| 21 de noviembre de 2001 | Mánchester       | Estados Unidos | Verizon Wireless Arena                     |
| 23 de noviembre de 2001 | Portland         | Estados Unidos | Cumberland County Civic Center             |
| 24 de noviembre de 2001 | Boston           | Estados Unidos | TD Garden                                  |